# Rogožarski R-100
Die Rogožarski R-100 (serbisch-kyrillisch Рогожарски Р-100) war ein jugoslawisches Flugzeug in Hochdeckerbauweise, das Anfang der 1940er Jahre zur Fortgeschrittenenschulung eingesetzt wurde.

## Entwicklung
Sie entstand beim Flugzeughersteller Rogožarski als Weiterentwicklung der Rogožarski PWT, wies ihr gegenüber jedoch einige Veränderungen auf. Der Metallanteil der Flugzeugzelle war deutlich erhöht und das Leitwerk verändert worden. Der Gnome-Rhône-Sternmotor erhielt zur Verbesserung der Aerodynamik einen Townend-Ring, und statt des Schleifsporns bekam das Heckfahrwerk ein Rad.

Im Vergleich zur PWT erreichte die R-100 eine höhere Geschwindigkeit und besaß eine geringere Startmasse. Die Flügelspannweite war um gut einen Meter verkürzt worden.
Da die R-100 zur Ausbildung von Jagdfliegern verwendet werden sollte, verfügte sie über ein Maschinengewehr mit gekoppelter Kamera. Die breite Spur des Hauptfahrwerks ermöglichte eine sichere Beherrschung des Flugzeugs bei Start und Landung.
Es wurden von diesem Flugzeugtyp 27 Exemplare gebaut, die von den Piloten wegen ihrer Stabilität und guten Steuerbarkeit geschätzt wurden. Als 1941 die deutsche Wehrmacht in Jugoslawien einmarschierte, wurde die Produktion der R-100 beendet.

## Technische Daten
| Kenngröße              | Daten                                        |
| ---------------------- | -------------------------------------------- |
| Länge                  | 7,35 m                                       |
| Spannweite             | 11,20 m                                      |
| Höhe                   | k. A.                                        |
| Flügelfläche           | 20,56 m²                                     |
| Leermasse              | 1024 kg                                      |
| Startmasse             | maximal 1326 kg                              |
| Antrieb                | ein Sternmotor Gnome-Rhône K7                |
| Leistung               | 336 kW (450 PS)                              |
| Höchstgeschwindigkeit  | 252 km/h in Bodennähe 260 km/h in 700 m Höhe |
| Mindestgeschwindigkeit | 101 km/h                                     |
| Bewaffnung             | ein synchronisiertes 7,7-mm-Maschinengewehr  |
| Besatzung              | 1                                            |